# WCW WorldWide
WCW WorldWide, in precedenza Wide World Wrestling, World Wide Wrestling e NWA World Wide Wrestling, era un programma televisivo prodotto dalla Jim Crockett Promotions prima e dalla World Championship Wrestling (WCW) in seguito, andato in onda tra il 1975 e il 31 marzo 2001. Al momento della sua cancellazione, WorldWide era il programma televisivo settimanale di più lungo corso negli Stati Uniti d'America.